# 帰徳府

河南省の帰徳府の位置（1820年）

帰徳府（きとくふ）は、中国にかつて存在した府。金代から民国初年にかけて、現在の河南省商丘市一帯に設置された。

## 概要
1130年（天会8年）、金により応天府は帰徳府と改称された。帰徳府は南京路に属し、睢陽・寧陵・下邑・虞城・穀熟・楚丘の6県を管轄した。
元のとき、帰徳府は河南江北等処行中書省に属し、直属の睢陽・寧陵・下邑・永城の4県と徐州に属する蕭県と宿州に属する霊璧県と邳州に属する下邳・宿遷・睢寧の3県と亳州に属する譙・城父・鹿邑の3県、合わせて4州12県を管轄した。
1368年（洪武元年）、明により帰徳府は帰徳州に降格され、開封府に属した。1545年（嘉靖24年）、帰徳州は帰徳府に昇格した。帰徳府は河南省に属し、直属の商丘・寧陵・夏邑・鹿邑・永城・虞城の6県と睢州に属する考城・柘城の2県、合わせて1州8県を管轄した。
清のとき、帰徳府は河南省に属し、直属の商丘・寧陵・夏邑・鹿邑・永城・虞城の6県と睢州に属する考城・柘城の2県、合わせて1州8県を管轄した。
1913年、中華民国により帰徳府は廃止された。